# Nuuanu rectimana
Nuuanu rectimana is een vlokreeftensoort uit de familie van de Nuuanuidae. De wetenschappelijke naam van de soort is voor het eerst geldig gepubliceerd in 2005 door Appadoo & Myers.